# Лёвычкин, Климент Данилович
Климе́нт Дани́лович Лёвычкин (17 декабря 1907 — 11 декабря 1984) — советский дипломат. Чрезвычайный и полномочный посол.

## Биография
Член ВКП(б). Окончил Ленинградский технологический институт (1932) и Высшую дипломатическую школу НКИД СССР.
- В 1936—1939 годах — сотрудник миссии СССР Монголии.
- В 1939—1940 годах — сотрудник центрального аппарата НКИД СССР.
- В 1940—1941 годах — на партийной работе.
- В 1941—1944 годах — на преподавательской работе в военных учебных заведениях.
- В 1944—1945 годах — сотрудник центрального аппарата НКИД СССР.
- В 1945—1947 годах — заместитель политического советника Союзной контрольной комиссии в Болгарии.
- В 1947—1949 годах — советник миссии СССР в Болгарии.
- В 1949—1952 годах — заместитель заведующего Балканским отделом МИД СССР.
- С 16 марта 1952 по 7 декабря 1955 года — чрезвычайный и полномочный посланник/посол СССР в Албании.
- В 1955—1957 годах — заместитель заведующего V Европейским отделом МИД СССР.
- В 1958 году — заместитель постоянного представителя СССР при ООН и в Совете Безопасности ООН.
- С 7 декабря 1958 по 18 февраля 1966 года — чрезвычайный и полномочный посол СССР в Дании.
- В 1966—1968 годах — заместитель министра иностранных дел РСФСР.
- С 31 мая 1968 по 1 марта 1973 года — чрезвычайный и полномочный посол СССР в Греции.
- В 1973—1977 годах — на ответственной работе в центральном аппарате МИД СССР.

Похоронен в Москве на Кунцевском кладбище.

## Награды
- Орден Красной Звезды (5 ноября 1945)

## Семья
Жена — Лёвычкина Людмила Константиновна (1913—1994), сын Лёвычкин Юрий Климентьевич (1937—2020) — дипломат, генконсул России в Гётеборге в 1993—1997 годах.